# Machine Shop Records
Machine Shop Records là hãng thu âm được thành lập bởi các thành viên ban nhạc rock người Mỹ Linkin Park là Brad Delson và Mike Shinoda, vào năm 2001. Hãng nổi tiếng với việc phát hành nhạc thể loại rock, hip hop, hip hop underground, alternative rock và nu metal cũng như các thể loại khác.
Hãng chịu trách nhiệm giới thiệu các nghệ sĩ, chẳng hạn như Holly Brook (nay mang tên Skylar Grey), Styles of Beyond,  No Warning  và dự án phụ của Shinoda là Fort Minor. Hãng đã đạt mốc 80 tác phẩm được phát hành tính đến năm 2014.

## Lịch sử

### 1999-2002: Những năm đầu

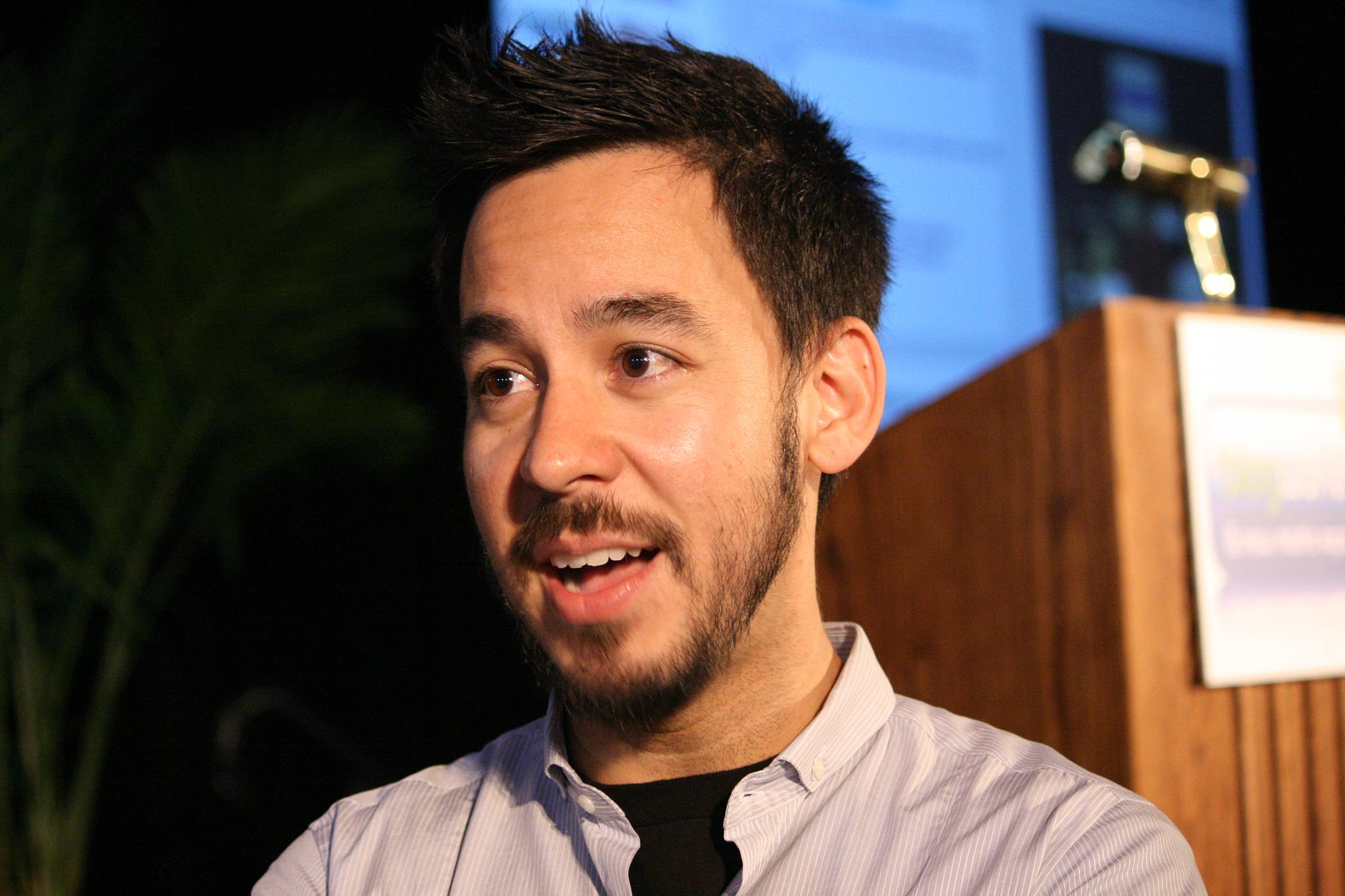
Nghệ sĩ chơi nhiều nhạc cụ người Mỹ Mike Shinoda đã thành lập Machine Shop Records vào năm 2001.

Ban đầu hãng được gọi là The Shinoda Imprint, được đặt theo tên của Mike Shinoda. Machine Shop ra đời trong phòng khách của tay trống Rob Bourdon vào năm 1999 khi ban nhạc đang đóng gói đĩa CD và dán nhãn vào hộp để gửi đến những người hâm mộ đầu tiên của họ. Hãng chỉ có khả năng phát hành các đĩa mở rộng cho câu lạc bộ người hâm mộ của ban nhạc hàng năm. Shinoda muốn phát hành các album của Linkin Park bởi hãng đĩa này, nhưng các album đã được quản lý bởi công ty mẹ Warner Bros. Records, ngoài ra việc quản lý các album khi chỉ có một mình ông là một công việc khó khăn. Bản phát hành đầu tiên bởi hãng đĩa là dành cho câu lạc bộ người hâm mộ, LP Underground 2.0, được phát hành vào ngày 18 tháng 11 năm 2002. Album do Don Gilmore hợp tác sản xuất với Shinoda. Vào ngày 17 tháng 11 năm 2003, hãng phát hành một đĩa mở rộng khác cho câu lạc bộ người hâm mộ LPU, mang tên LP Underground 3.0, bao gồm các bài hát chưa được phát hành trong album trực tiếp Live in Texas (được phát hành vào ngày 18 tháng 11 năm 2003 thông qua hãng thu âm).

### 2003-07: Thành công chính dòng
Hãng sau đó được đổi tên thành Machine Shop sau sự tham gia của các thành viên trong ban nhạc vào công việc này. Brad Delson đã đảm nhận công việc với tư cách là đại diện A&R của hãng. Hãng đạt được thành công đột phá sau khi phát hành EP hợp tác thu âm qua một đêm của Jay-Z và Linkin Park, mang tên Collision Course, được phát hành bởi sự hợp tác của các hãng, Roc-A-Fella, Warner Bros. và Machine Shop. EP được phát hành vào ngày 30 tháng 11 năm 2004. EP đã được chứng nhận Bạch kim ở Mỹ.  Sau đó hãng đã ký hợp đồng với các nghệ sĩ như No Warning, Simplistic và LNDN. Suffer, Survive trở thành album đầu tiên không phải của Linkin Park và album không chia sẻ được phát hành bởi hãng đĩa. Nó được phát hành vào ngày 19 tháng 10 năm 2004. Album chỉ có 10 bài hát. Các bài hát như Dirtier Than the Next, Bad Timing và Hopeless Case đã mang lại thành công đột phá cho ban nhạc cũng như gián tiếp cho hãng. Vào ngày 18 tháng 11 năm 2003, album trực tiếp của Linkin Park là Live ở Texas được phát hành bởi hãng đĩa và Warner Bros., và nó được chứng nhận  Bạch kim. Nó cũng được phát hành dưới dạng DVD.
Vào ngày 22 tháng 11 năm 2005, hãng một lần nữa đánh dấu sự thành công khi phát hành album The Rising Tied của Fort Minor, một dự án phụ của người sáng lập Shinoda. Bằng sự thành công của album, nhiều nghệ sĩ như Styles of Beyond và Holly Brook đã được ký hợp đồng với hãng. Holly Brook đã phát hành hai EP độc lập Holly Brook EP và Sony CONNECT Sets bởi hãng đĩa, trong khi Styles of Beyond phát hành gián tiếp các đĩa đơn, và chúng được góp mặt thông qua dự án Fort Minor. Các đĩa đơn của Fort Minor như Petrified/Remember the Name đã mang lại thành công cho SOB và Fort Minor. Đĩa đơn đột phá Where'd You Go với sự góp mặt của Holly Brook đã đạt vị trí thứ 4 trên Billboard Hot 100, trở thành bài hát đầu tay hay nhất của bất kỳ One-Hit-Wonder nào . Trong khi đó, hãng cũng phát hành EP cho Linkin Park Underground, và ngoài ra hãng cũng phát hành EP cho câu lạc bộ người hâm mộ của Fort Minor, Militia. Hãng cũng đã phát hành các mixtape như We Major và Razor Tag. Vào ngày 23 tháng 5 năm 2006, hãng phát hành Like Blood Like Honey của Holly Brook, đây là album đầu tay của cô, mang lại cho cô vị trí thứ 23 trên bảng xếp hạng US Heat. Năm 2006, hãng một lần nữa được chú ý sau khi đĩa đơn Numb/Encore của Linkin Park & Jay-Z giành giải Grammy cho Hợp tác Rap/Hát hay nhất. Vào ngày 10 tháng 10 năm 2005, hãng đã phát hành một mixtape của riêng mình được đặt tên là Machine Shop Mixtape. Nó có sự góp mặt của nhiều nghệ sĩ khác nhau như Taproot, Papa Roach, Deftones và nhiều nghệ sĩ khác.

### Tạm nghỉ: 2007-2009
Mike Shinoda đã thông báo trên blog của mình rằng, kể từ tháng 1 năm 2009, Machine Shop Recordings sẽ tạm ngừng hoạt động do bất đồng giữa hãng và công ty mẹ Warner Bros. Records. Vào ngày 23 tháng 5 năm 2010, Shinoda tuyên bố có khả năng sẽ có một bản phát hành mới.  Hãng sau đó phát hành album ở Mỹ, và hủy hợp đồng với các nghệ sĩ như Holly Brook và Styles of Beyond, do bất đồng với Warner Bros. Records. Trong một thời gian, họ đã không có bản phát hành nào.

### Sau khi tạm nghỉ: 2009-nay
Bản phát hành đầu tiên của hãng sau thời gian tạm nghỉ là Download to Donate như Download to Donate for Haiti, Download to Donate for Haiti V2.0 và Download to Donate: Tsunami Relief.  Dự án này do Shinoda và Enrique Iglesias phụ trách. Sau đó là bản phát hành 8-bit Rebellion! đánh dấu sự trở lại của hãng đĩa ở Mỹ. Bản phát hành lớn đầu tiên sau thời gian tạm nghỉ là A Thousand Suns của Linkin Park được phát hành vào ngày 14 tháng 9 năm 2010. Album lọt vào top Billboard 200 đánh dấu sự trở lại thành công chính dòng của hãng. Sau đó là các thành tựu nha Living Things, Recharged và The Hunting Party đánh dấu sự thành công chính dòng ở Hoa Kỳ. Vào năm 2013, hãng lại phát hành một album không phải của Linkin Park là Resurrection of the Wolf (chỉ ở Hoa Kỳ) của No Warning sau khi ban nhạc tái hợp. Hãng cũng phát hành album nhạc phim Mall. Hãng chỉ phát hành đĩa đơn của ban nhạc tại Hoa Kỳ, việc phát hành ở các quốc gia khác được phát hành dưới hãng đĩa mẹ. Hãng cũng phát hành The Hunting Party lần đầu tiên bên ngoài Hoa Kỳ sau thời gian tạm nghỉ ở Úc.

## Nghệ sĩ

### Nghệ sĩ hiện tại
| Nghệ sĩ                 | Năm ký kết | Số bản phát hành bởi Machine Shop | Mô tả |
| ----------------------- | ---------- | --------------------------------- | --- |
| Linkin Park             | 2001       | 20                                | Ban nhạc rock Mỹ đến từ Agoura Hills, California. Họ là nghệ sĩ đầu tiên ký hợp đồng với hãng. |
| Dean DeLeo              | 2005       | -                                 | Nghệ sĩ guitar người Mỹ được biết đến với vai trò của mình trong ban nhạc rock người Mỹ Stone Temple Pilots. Anh cũng được biết đến với vai trò của mình trong các ban nhạc tuổi đời ngắn ngủi như Talk Show và Army of Anyone. Anh trở thành nghệ sĩ độc diễn thứ hai ký hợp đồng với hãng này sau Fort Minor, dù vậy anh chưa bao giờ phát hành album của riêng mình. |
| No Consequence          | 2009       | 3                                 | Nhóm nhạc lấy cảm hứng từ người sáng lập hãng đĩa Mike Shinoda. |
| LNDN                    | 2011       | 2                                 | Nhóm nhạc từ Chicago. Phát hành hai album dưới dạng hợp tác với Nass. |
| No Warning              | 2003       | 2                                 | Một ban nhạc hardcore punk đến từ Toronto, Ontario, Canada. Nhóm trở thành nhóm thứ hai được ký hợp đồng với hãng đĩa. |
| Ryan Giles              | 2013       | 1                                 | Một nghệ sĩ độc diễn hoạt động với các ban nhạc khác nhau và hợp tác với Linkin Park trong ca khúc Truth Inside a Lie. |
| Beta State              | 2013       | 2                                 | Ban nhạc từ San Francisco gồm bốn thành viên được thành lập vào năm 2009. Họ đã chơi cho những cái tên như Linkin Park, The Strokes, Florence and the Machine, Young the Giant, Cage the Elephant, và The Manchester Orchestra. |
| Linkin Park Underground | 2001       | 16                                | Câu lạc bộ người hâm mộ chính thức của Linkin Park. Họ phát hành một CD hàng năm chỉ dành cho các fan của ban nhạc. |
| Fort Minor              | 2005       | 4                                 | Dự án phụ của Mike Shinoda, đang tạm nghỉ. Họ phát hành một đĩa đơn bởi hãng đĩa vào tháng 6 năm 2015 với tựa đề "Welcome". |

### Nghệ sĩ cũ
| Nghệ sĩ           | Thời gian trong hãng đĩa | Số bản phát hành bởi Machine Shop | Mô tả |
| ----------------- | ------------------------ | --------------------------------- | --- |
| Styles of Beyond  | 2005–2007                | 1                                 | Nhóm nhạc hip-hop ngầm đã rời đi vào năm 2013. |
| Skylar Grey       | 2005–2009                | 3                                 | Nghệ sĩ solo, người đã hợp tác với Shinoda trong ca khúc "Where'd You Go". |
| Simplistic        | 2002–2005                | 1                                 | Một ban nhạc rock đến từ Sacramento California đã ký hợp đồng phát triển đầu tiên với Machine Shop Recordings vào năm 2002. Ban nhạc đã thu âm một EP do Mike Shinoda sản xuất vào năm 2003. EP chứa 4 bài hát của Simplistic, có tên "The Impact of Crashing" đã giúp họ có được hợp đồng phân phối của hãng đĩa từ Warner Brothers, nhưng họ lại chưa bao giờ nhận được sự phân phối. Mặc dù đã thu âm hơn 75 bài hát gốc trong phòng thu của riêng họ ở Sacramento, ban nhạc chưa bao giờ được tài trợ để phát hành một album bởi hãng. Năm 2004 trong khi phỏng vấn các nhà sản xuất cho album, nhóm đã thu âm một bài hát với Danny Lohner (Nine Inch Nails / A Perfect Circle), nhưng sau đó tan rã vào năm 2005 do sự khác biệt về cá nhân và sự sáng tạo. |
| The Rosewood Fall | 2006                     | 1                                 | Nhóm hiện không còn tồn tại. |

### Nhà sản xuất hiện tại
- Mike Shinoda
- Brad Delson
- Rob Cavallo

### Nhà sản xuất trước đây
- Rick Rubin
- Scoop DeVille
- DJ Green Lantern
- DJ Cheapshot
- Vin Skully
- Jay-Z

## Danh sách đĩa nhạc
Sau đây là danh sách tất cả các album được phát hành thông qua Machine Shop Records và được phân phối bởi Warner Bros. Records. Bất kỳ hãng thu âm bổ sung nào liên quan đều được chỉ định.

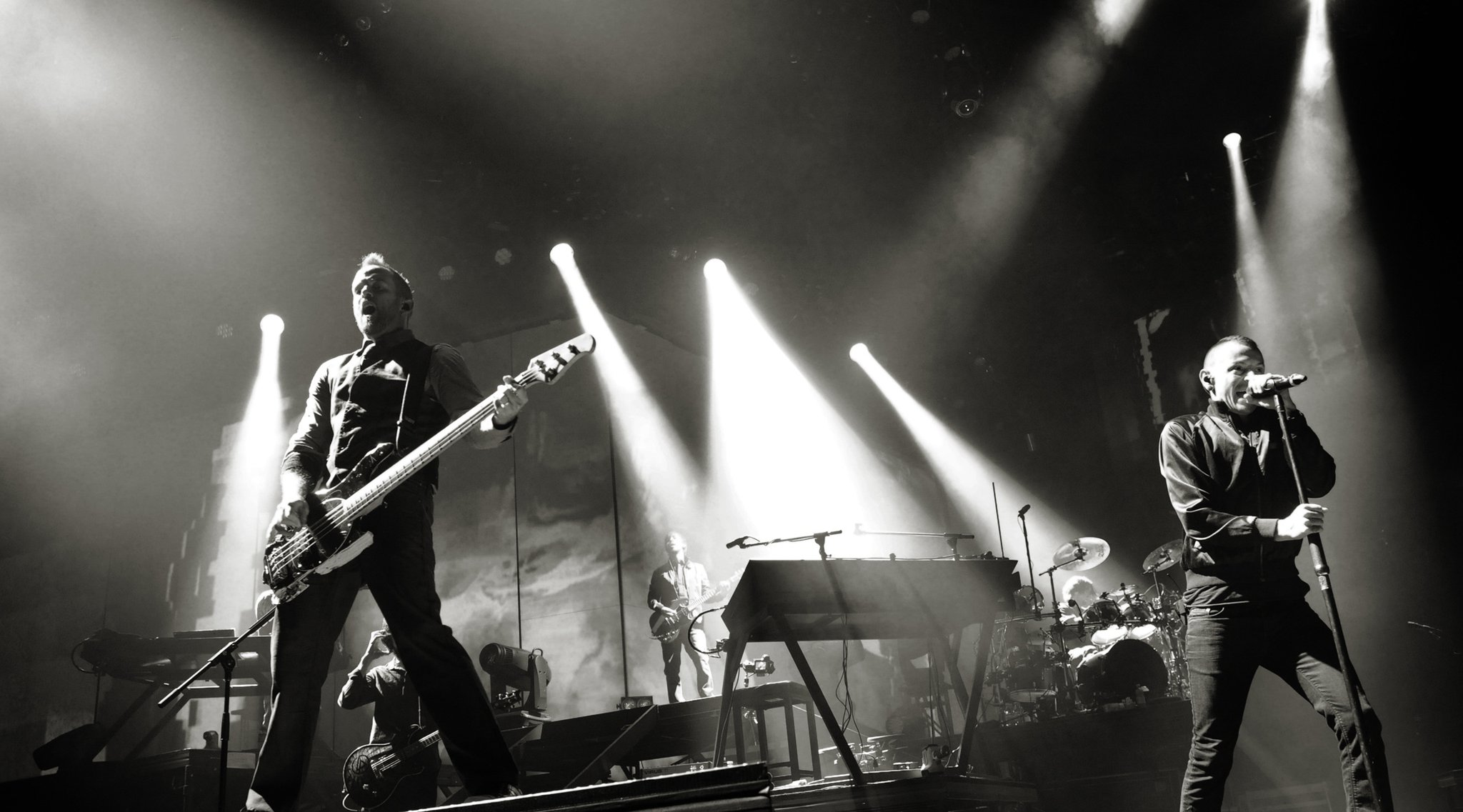
Linkin Park đã có tổng cộng 20 bản phát hành bởi hãng đĩa.

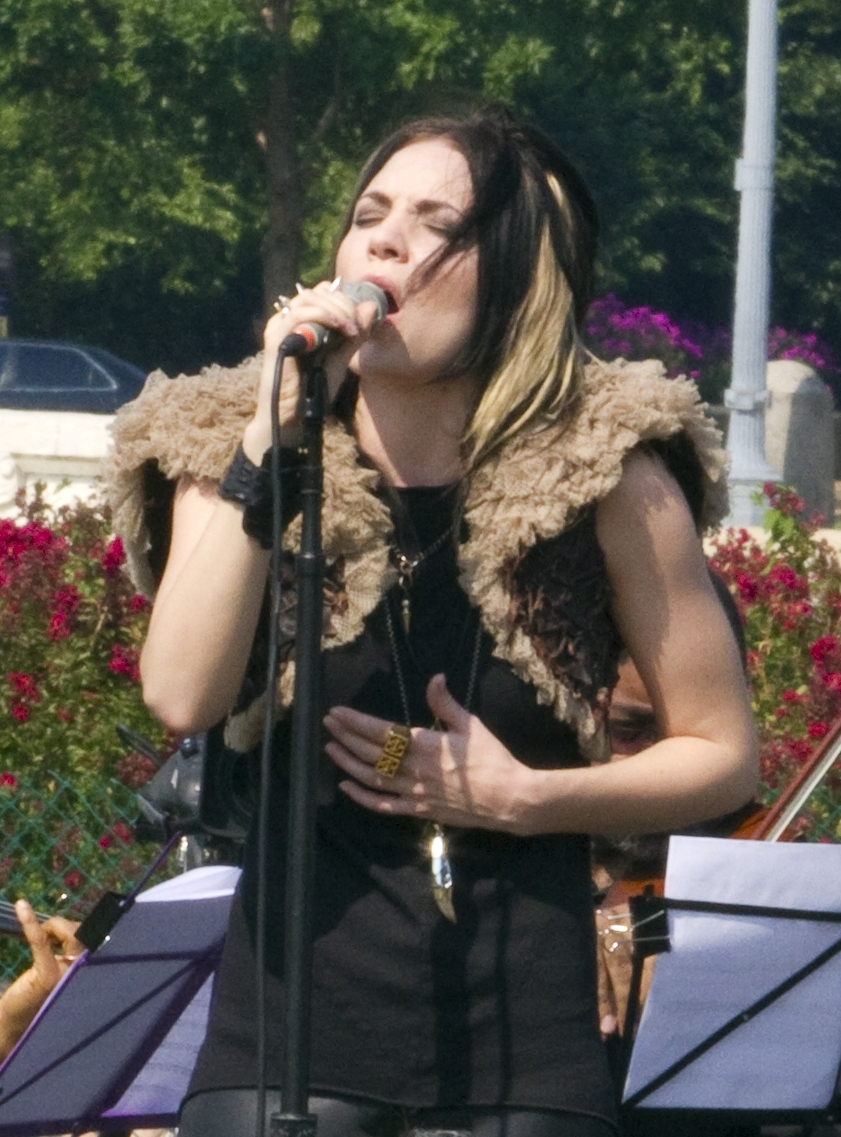
Skylar Grey đã phát hành ba album bởi hãng này trước khi rời Machine Shop vào năm 2009.

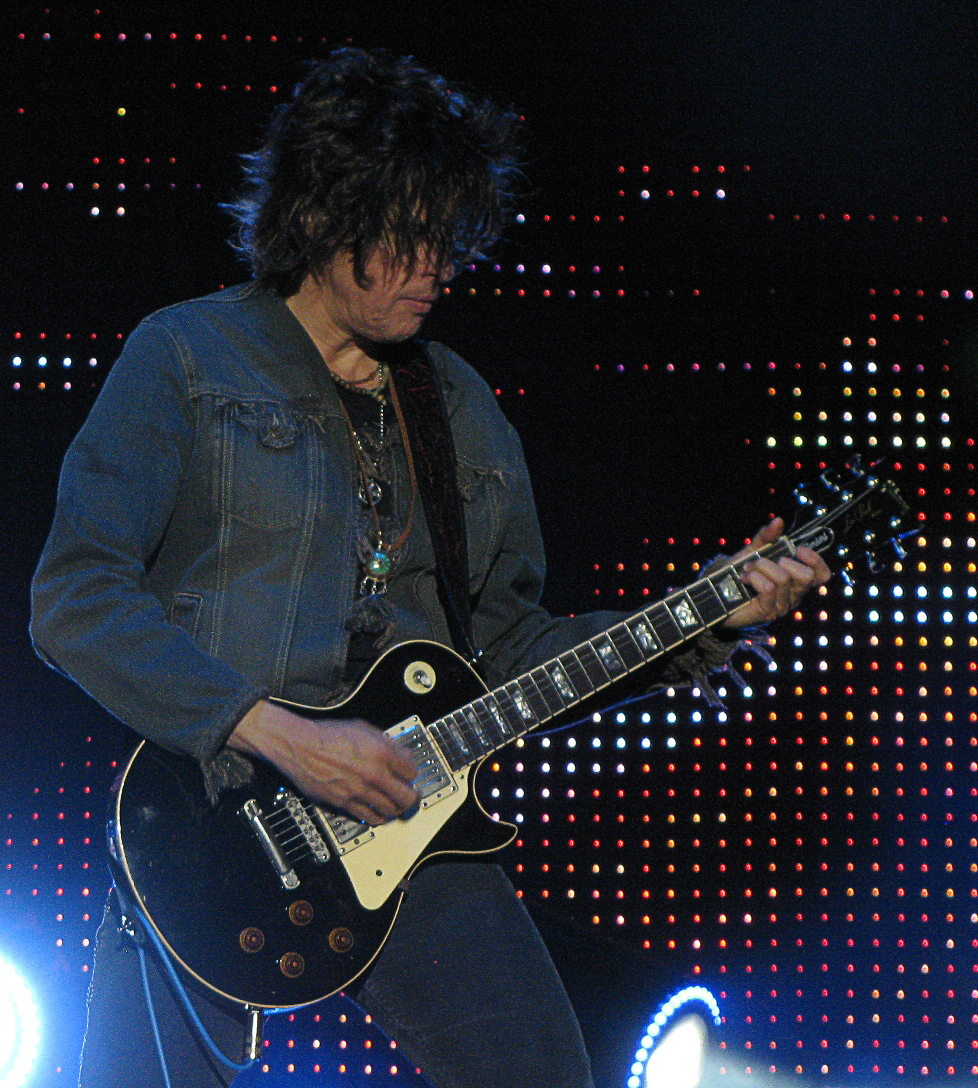
Dean DeLeo của Stone Temple Pilots đã ký hợp đồng với hãng này, nhưng không phát hành bất kỳ album nào của riêng mình.

| Năm  | Nghệ sĩ                 | Album                                              | Loại          | Chi tiết                                                                                         |
| ---- | ----------------------- | -------------------------------------------------- | ------------- | ------------------------------------------------------------------------------------------------ |
| 2002 | Linkin Park Underground | LP Underground 2.0                                 | EP            | - Phát hành: 18 tháng 11 năm 2002                                                                |
| 2003 | Linkin Park             | Meteora                                            | Phòng thu     | - Phát hành: 25 tháng 3 năm 2003 - Vị trí Xếp hạng: #1 Mỹ - Chứng nhận RIAA: 7x Bạch kim         |
| 2003 | Linkin Park Underground | LP Underground 3.0                                 | EP            | - Phát hành: 17 tháng 11 năm 2003                                                                |
| 2003 | Linkin Park             | Live in Texas                                      | Trực tiếp     | - Phát hành: 18 tháng 11 năm 2003 - Vị trí Xếp hạng: #23 Mỹ - Chứng nhận RIAA: Bạch kim          |
| 2004 | The Rosewood Fall       | Demonstrate                                        | Phòng thu     | - Phát hành: 8 tháng 7 năm 2004 - Vị trí Xếp hạng: #105 Mỹ                                       |
| 2004 | No Warning              | Suffer, Survive                                    | Phòng thu     | - Phát hành: 19 tháng 10 năm 2004 - Vị trí Xếp hạng: #55 Mỹ                                      |
| 2004 | Linkin Park Underground | LP Underground 4.0                                 | EP            | - Phát hành: 22 tháng 11 năm 2004                                                                |
| 2004 | Jay-Z & Linkin Park     | Collision Course (phát hành cùng Roc-A-Fella)      | EP            | - Phát hành: 30 tháng 11 năm 2004 - Vị trí Xếp hạng: #1 Mỹ - Chứng nhận RIAA: 2x Bạch kim        |
| 2005 | Fort Minor              | Instrumental Album: The Rising Tied                | Kỹ thuật số   | - Phát hành: 1 tháng 1 năm 2005                                                                  |
| 2005 | Nhiều nghệ sĩ           | Machine Shop Mixtape                               | Mixtape       | - Phát hành: 4 tháng 10 năm 2005                                                                 |
| 2005 | Skylar Grey             | Holly Brook EP                                     | EP            | - Phát hành: 11 tháng 10 năm 2005                                                                |
| 2005 | Skylar Grey             | Sony CONNECT Sets                                  | EP            | - Phát hành: 29 tháng 10 năm 2005                                                                |
| 2005 | Fort Minor              | Fort Minor: We Major                               | Mixtape       | - Phát hành: 30 tháng 10 năm 2005                                                                |
| 2005 | Linkin Park Underground | LP Underground 5.0                                 | EP            | - Phát hành: 21 tháng 11 năm 2005                                                                |
| 2005 | Fort Minor              | The Rising Tied                                    | Phòng thu     | - Phát hành: 22 tháng 11 năm 2005 - Vị trí Xếp hạng: #51 Mỹ - Chứng nhận RIAA: Bạch kim          |
| 2006 | Skylar Grey             | Like Blood Like Honey                              | Phòng thu     | - Phát hành: 23 tháng 5 năm 2006 - Vị trí Xếp hạng: #26 Mỹ                                       |
| 2006 | Fort Minor              | Sessions@AOL                                       | Trực tiếp/EP  | - Phát hành: 18 tháng 7 năm 2006 - Vị trí Xếp hạng: #10 Nhật Bản                                 |
| 2006 | Fort Minor              | Militia                                            | EP            | - Phát hành: 22 tháng 11 năm 2006                                                                |
| 2006 | Linkin Park Underground | LP Underground 6.0                                 | EP            | - Phát hành: 5 tháng 12 năm 2006                                                                 |
| 2007 | Linkin Park             | Minutes to Midnight                                | Phòng thu     | - Phát hành: 14 tháng 5 năm 2007 - Vị trí Xếp hạng: #1 Mỹ - Chứng nhận RIAA: 4x Bạch kim         |
| 2007 | Styles of Beyond        | Razor Tag                                          | Mixtape       | - Phát hành: 30 tháng 7 năm 2007                                                                 |
| 2007 | Linkin Park Underground | LP Underground 7.0                                 | EP/Trực tiếp  | - Phát hành: 5 tháng 12 năm 2007                                                                 |
| 2008 | Linkin Park             | Road to Revolution: Live at Milton Keynes          | Trực tiếp     | - Phát hành: 21 tháng 11 năm 2008 - Vị trí Xếp hạng: #41 Mỹ - Chứng nhận RIAA: Vàng              |
| 2009 | No Consequence          | In the Shadow of Gods (phát hành cùng Basick)      | Phòng thu     | - Phát hành: 17 tháng 8 năm 2009                                                                 |
| 2009 | Linkin Park Underground | LP Underground 9.0: Demos                          | Demo          | - Phát hành: 3 tháng 12 năm 2009 - Vị trí Xếp hạng: - 73 Áo - 66 Đức - 29 New Zealand            |
| 2010 | Nhiều nghệ sĩ           | Download to Donate for Haiti                       | Tổng hợp      | - Phát hành: 19 tháng 1 năm 2010                                                                 |
| 2010 | Linkin Park             | 8-Bit Rebellion                                    | Soundtrack    | - Phát hành: 26 tháng 4 năm 2010                                                                 |
| 2010 | Linkin Park             | A Thousand Suns                                    | Phòng thu     | - Phát hành: 15 tháng 9 năm 2010 - Vị trí Xếp hạng: #1 Mỹ - Chứng nhận RIAA: Bạch kim            |
| 2010 | Linkin Park Underground | LP Underground X: Demos                            | Tổng hợp/Demo | - Phát hành: 17 tháng 11 năm 2010                                                                |
| 2011 | Nhiều nghệ sĩ           | Download to Donate for Haiti V2.0                  | Tổng hợp      | - Phát hành: 11 tháng 1 năm 2011                                                                 |
| 2011 | Nhiều nghệ sĩ           | Download to Donate: Tsunami Relief                 | Tổng hợp      | - Phát hành: 22 tháng 3 năm 2011                                                                 |
| 2011 | Linkin Park Underground | LP Underground 11                                  | Demo          | - Phát hành: 16 tháng 11 năm 2011                                                                |
| 2012 | Linkin Park             | Living Things                                      | Phòng thu     | - Phát hành: 26 tháng 6 năm 2012 - Vị trí Xếp hạng: #1 Mỹ - Chứng nhận RIAA: Bạch kim            |
| 2012 | Linkin Park Underground | LP Underground 12                                  | Demo          | - Phát hành: 16 tháng 11 năm 2012                                                                |
| 2013 | No Consequence          | IO (phát hành cùng Basick và Invictus Records)     | Phòng thu     | - Phát hành: 1 tháng 1 năm 2013 - Vị trí Xếp hạng: #72 Mỹ                                        |
| 2013 | Beta State              | #Friendship - Deluxe Edition                       | Tái bản       | - Phát hành: 21 tháng 5 năm 2013                                                                 |
| 2013 | Linkin Park             | Recharged                                          | Remix         | - Phát hành: 29 tháng 10 năm 2013 - Vị trí Xếp hạng: #10 Mỹ                                      |
| 2013 | Linkin Park Underground | LP Underground XIII                                | Demo          | - Phát hành: 18 tháng 11 năm 2013                                                                |
| 2014 | No Warning              | Resurrection of the Wolf (phát hành cùng Bridge 9) | Phòng thu     | - Phát hành: 18 tháng 2 năm 2014                                                                 |
| 2014 | Linkin Park             | The Hunting Party                                  | Phòng thu     | - Phát hành: 13 tháng 6 năm 2014 - Vị trí Xếp hạng: #3 Mỹ - Chứng nhận RIAA: Bạch kim - BPI: Bạc |
| 2014 | Linkin Park Underground | LP Underground XIV                                 | Demo          | - Phát hành: 21 tháng 11 năm 2014                                                                |
| 2014 | Linkin Park & Alec Puro | Mall: Music from the Motion Picture                | Nhạc nền      | - Phát hành: 12 tháng 12 năm 2014                                                                |
| 2015 | Linkin Park Underground | LP Underground 15                                  | Demo          | - Phát hành: 25 tháng 11 năm 2015                                                                |
| 2016 | Linkin Park Underground | LP Underground Sixteen                             | Demo          | - Phát hành: 21 tháng 11 năm 2016                                                                |
| 2017 | Linkin Park             | One More Light                                     | Phòng thu     | - Release date: 19 tháng 5 năm 2017 - Vị trí Xếp hạng: #1 Mỹ - Chứng nhận RIAA: Vàng             |
| 2017 | Linkin Park             | One More Light Live                                | Trực tiếp     | - Phát hành: 15 tháng 12 năm 2017                                                                |
| 2018 | Mike Shinoda            | Post Traumatic (EP)                                | EP            | - Phát hành: 25 tháng 1 năm 2018                                                                 |
| 2018 | Mike Shinoda            | Post Traumatic                                     | Phòng thu     | - Phát hành: 15 tháng 6 năm 2018 - Vị trí Xếp hạng: #16 Mỹ                                       |
| 2020 | Linkin Park             | Hybrid Theory 20th Anniversary Edition             | Tổng hợp      | - Phát hành: 9 tháng 10 năm 2020                                                                 |

## Nhân sự
- Mike Shinoda - Người sáng lập, Chủ tịch
- Brad Delson - Người sáng lập, Chủ tịch
- Bill Silva - Giám đốc điều hành
- Jessica Sklar - Giám đốc Chiến lược, Đối tác
- Ryan DeMarti - Giám đốc điều hành
- Trish Evangelista - Quản lý dự án
- Lorenzo Errico - Giám đốc kỹ thuật số
- Kymm Britton - Quan hệ công chúng
- Kas Mercer - Quan hệ công chúng